# Hägerpipare
Hägerpipare (Dromas ardeola) är en säregen långbent svartvit fågel som ensam placeras i den egna familjen Dromadidae inom ordningen vadarfåglar.

## Utseende och läte
Hägerpiparen påminner till formen om en strandpipare när den kryper ihop, och som en skärfläcka när den sträcker på sig. Den har mycket långa, grå ben, och en rak, grov dolkformad svart näbb, som påminner om tärnans. Den är långhalsad och har en upprätt kroppshållning. Dess näbb är unik bland vadarna anpassad för hägerpiparens specialiserade diet – krabbor. Dess fjäderdräkt är till största delen vit, förutom svarta fält på ryggen och handpennorna. Det är en högljudd fågel, både på häckningsplatser och i vinterkvarteren.

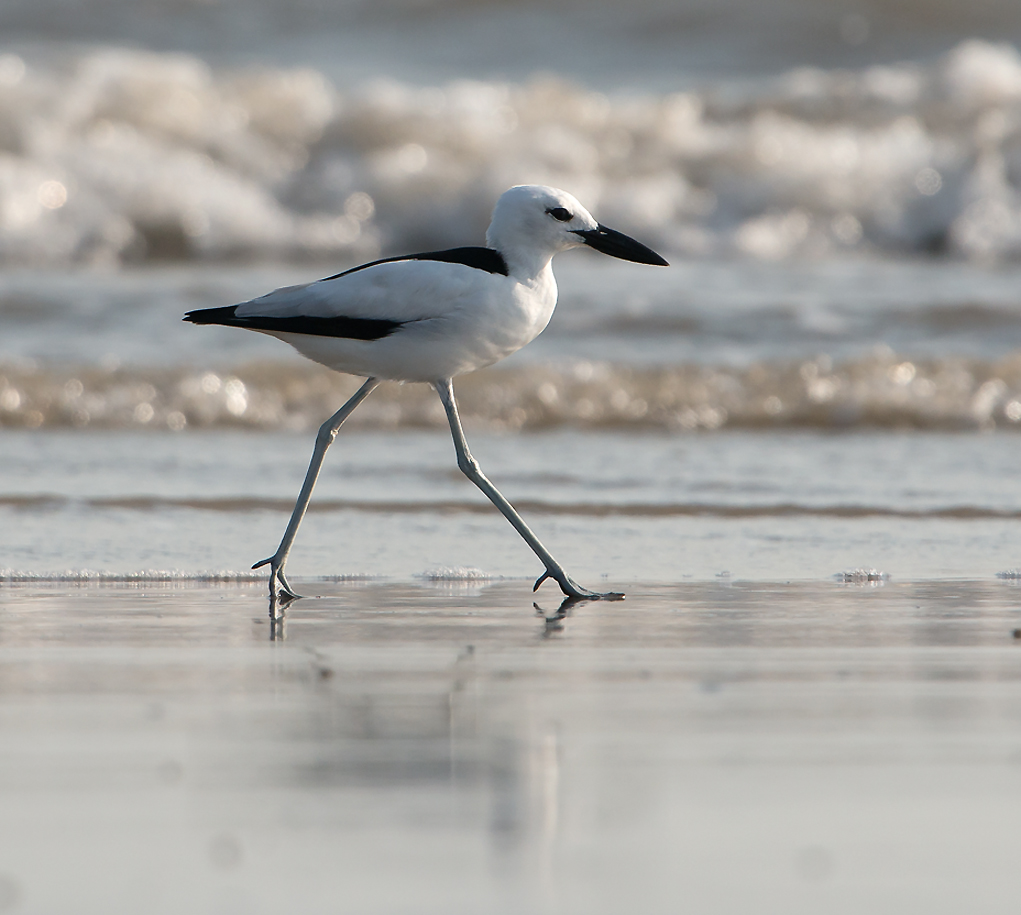
Hägerpipare i Gujarat, Indien.

## Utbredning och biotop
Hägerpiparen förekommer vid kusten och på öar med flacka, långgrunda tidvattenstränder utmed Indiska oceanen. Den häckar på endast nio kända lokaler runt Persiska viken, Röda havet och i Somalia. År 1996 uppskattade man att det häckade 1500 par i Iran, 300 par i Förenade arabemiraten, 85 par i Oman, 110 par i Saudiarabien och ett okänt antal i Somalia. Efter häckningen sprider de sig till områden runt om Indiska oceanen, ända till Andamanöarna och Sri Lanka i öster och till Tanzania och Madagaskar.

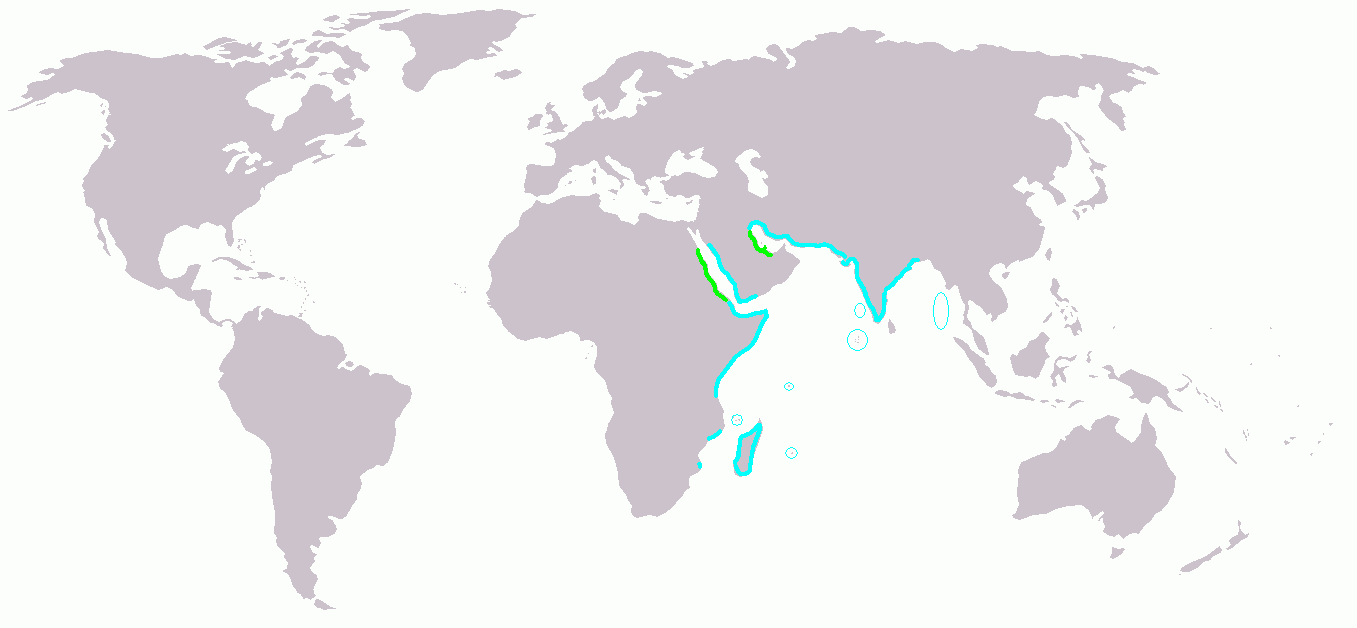
Hägerpiparens utbredningsomåde.

## Ekologi
Hägerpiparen lever i flockar och söker föda i stora grupper. Den har ett något piparaktigt rörelseschema när den löper omkring på stränderna. Dess huvudföda utgörs av krabbor och andra mindre djur. Den födosöker främst under natten samt i skymnings- och morgontimmarna, men även på dagen. Detta skymnings- och nattaktiva beteende är vanligare under häckningssäsongen.

### Häckning
Till skillnad från de flesta andra vadare bygger hägerpiparen bo i hålor som den själv gräver ut i sandbankar. Den är kolonihäckande och dessa kolonier kan omfatta så många som 1500 häckningspar. Den häckar från april till juli och lägger ett vitt ägg, ibland två, som är stort i förhållande till fågelns storlek. Ungen är också unik inom underordningen vadare i det att den inte kan gå vid kläckningen, utan stannar kvar i boet de första dagarna. Den matas då av föräldrarna, vilka även tar hand om sin unge en längre tid efter att den blivit flygfärdig.

## Taxonomi
På grund av de morfologiska och ekologiska likheterna har hägerpiparen länge ansetts vara nära släkt med framför allt strandskator, pipare och skärfläckor. Dock skiljer den sig så pass mycket från övriga vadare att den placeras i den egna familjen Dromadidae och därmed det egna släktet Dromas. Genetiska studier visar dock att den snarare är närmast släkt med vadarsvalor och ökenlöpare i Glareolidae, som numera placeras tillsammans med måsfåglar, labbar och alkor i underordningen Lari.

## Status och hot
Arten har ett stort utbredningsområde och en stor population med stabil utveckling som inte tros vara utsatt för något substantiellt hot. Utifrån dessa kriterier kategoriserar internationella naturvårdsunionen IUCN arten som livskraftig (LC).